# Fadogia pobeguinii
Fadogia pobeguinii là một loài thực vật có hoa trong họ Thiến thảo. Loài này được Pobég. mô tả khoa học đầu tiên năm 1906.